# Airbus Helicopters H225
El Airbus Helicopters H225 (anteriormente denominado Eurocopter EC225 Super Puma Mk II+) es un helicóptero civil utilitario de gran tamaño, desarrollado por Eurocopter a partir del Eurocopter AS332 Super Puma. Está diseñado principalmente para el transporte de pasajeros, teniendo gran aceptación en las empresas que se dedican al servicio de aerotaxi a plataformas offshore. También existen versiones para el transporte de personalidades, o para servicios de búsqueda y rescate.
Las mejoras en el EC225 en comparación con modelos anteriores incluyen un diseño modular de los componentes mecánicos, el uso de materiales compuestos, una aviónica modernizada, incluyendo pantallas multifunción LCD, sistemas monitores de vehículos y AFCS. Además, el EC225 dispone de 5 palas en el rotor principal, una más que los modelos anteriores.

## Desarrollo

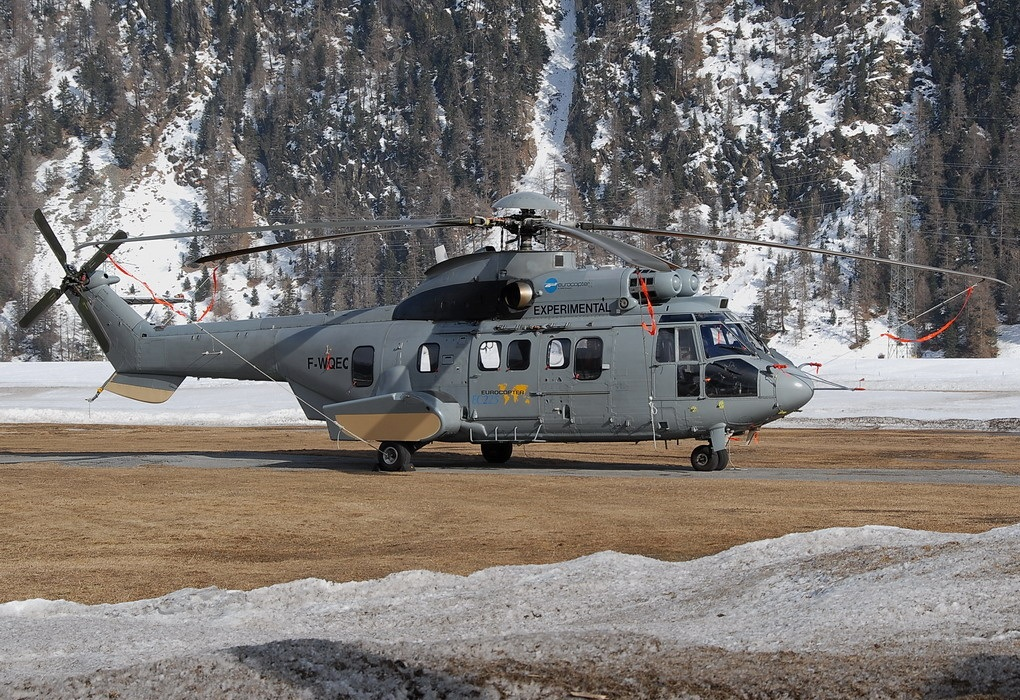
Prototipo del EC225 en el Aeropuerto de Engadina, Suiza.

El EC225 forma parte de la tercera generación de helicópteros, iniciada con el Aerospatiale SA 330 Puma. Durante los años 1960, el fabricante de helicópteros Aerospatiale, (que posteriormente se fusionaría para formar Eurocopter), diseñó el SA 330 Puma como un helicóptero utilitario, que respondía a las necesidades del Ejército de Tierra de Francia para equiparse de un helicóptero de transporte capaz de operar bajo todo tipo de condiciones climáticas. El prototipo de esta primera generación voló el 15 de abril de 1965, entrando en servicio en el año 1968. En el año 1978 realizó su primer vuelo la segunda generación de helicópteros, conocida como el Aerospatiale AS332 Super Puma, la cual contaba con un fuselaje de mayor tamaño con respecto al SA 330 Puma y de motores de mayor potencia.
El EC225 se desarrolló paralelamente con la variante militar EC725, que se creó para cumplir los requerimientos del Fuerza Aérea Francesa de un helicóptero especializado para operaciones de búsqueda y rescate de combate (CSAR por sus siglas en inglés), después de que el modelo AS532 A2 Cougar fuera rechazado para este propósito tras numerosas pruebas entre 1996 y 1999. El primer diseño del EC225 hizo su primer vuelo en Marignane el 27 de noviembre de 2000 y la primera presentación del modelo se hizo el 15 de enero de 2001.

## Diseño
El EC 225 está basado en el Eurocopter AS332 Super Puma, sobre el cual se implantaron mejoras, como un rotor principal de cinco palas. El helicóptero está equipado con dos motores Turbomeca Makila 2A1, con sistema FADEC y sistemas anti-hielo, que permiten que el helicóptero pueda operar en condiciones climáticas muy adversas. Otras mejoras son la incorporación de una cabina de cristal digitalizada, con dispositivos AMLCD.
Eurocopter dispone de 4 configuraciones distintas para el EC225. La versión de transporte de pasajeros, tiene capacidad para 19 personas, aceptando hasta un máximo de 24. La versión de transporte VIP dispone de una pequeña sala y capacidad para 8 pasajeros, así como para un auxiliar de vuelo. La variante de emergencia médica tiene capacidad para evacuar 6 pacientes y 4 asientos para el equipo médico. Por último, la variante de búsqueda y rescate está configurada para transportar un operador de grúa, un rescatador, y con espacio para las personas rescatadas.

## Componentes

### Electrónica

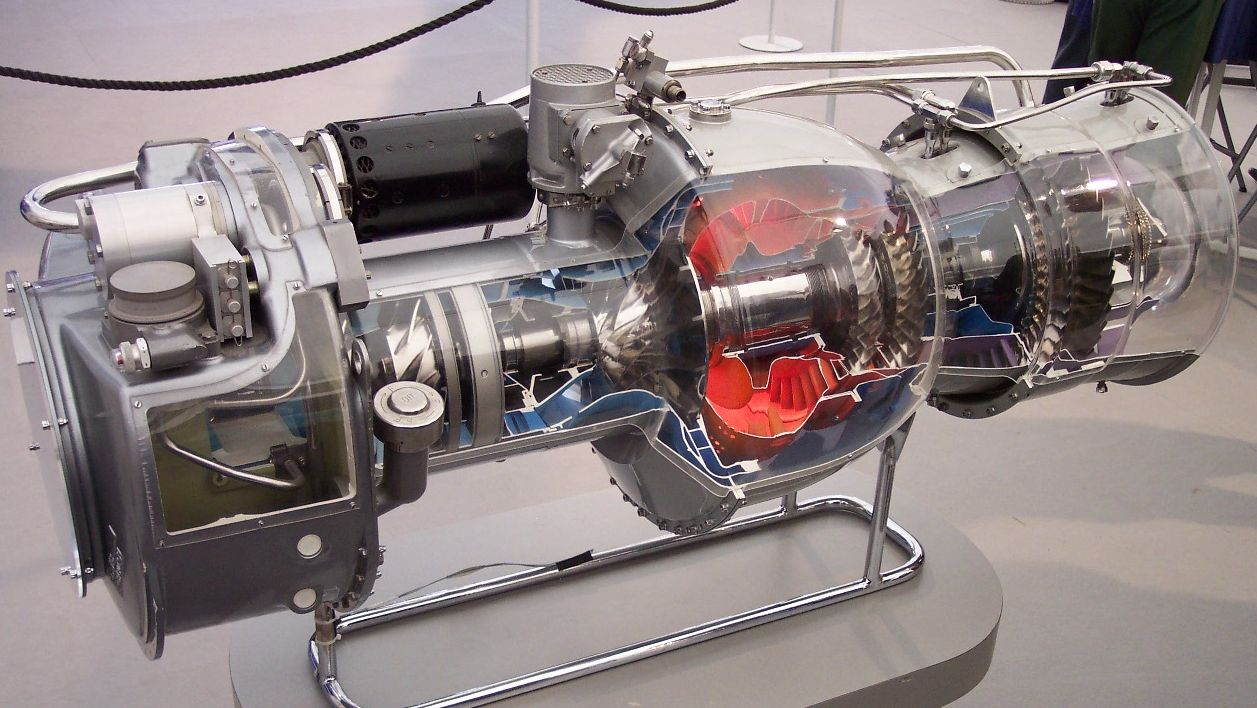
Makila

| Sistema      | País | Fabricante | Notas     |
| ------------ | ---- | ---------- | --------- |
| Red de datos |      |            | ARINC 429 |

### Propulsión
| Sistema | País    | Fabricante | Notas         |
| ------- | ------- | ---------- | ------------- |
| Motor   | Francia | Turbomeca  | 2 × Makila 2A |

## Variantes
EC 225
Versión inicial
EC 225LP
Versión mejorada del AS332 L2.
EC 225SAR
Versión para misiones de búsqueda y rescate.

## Usuarios

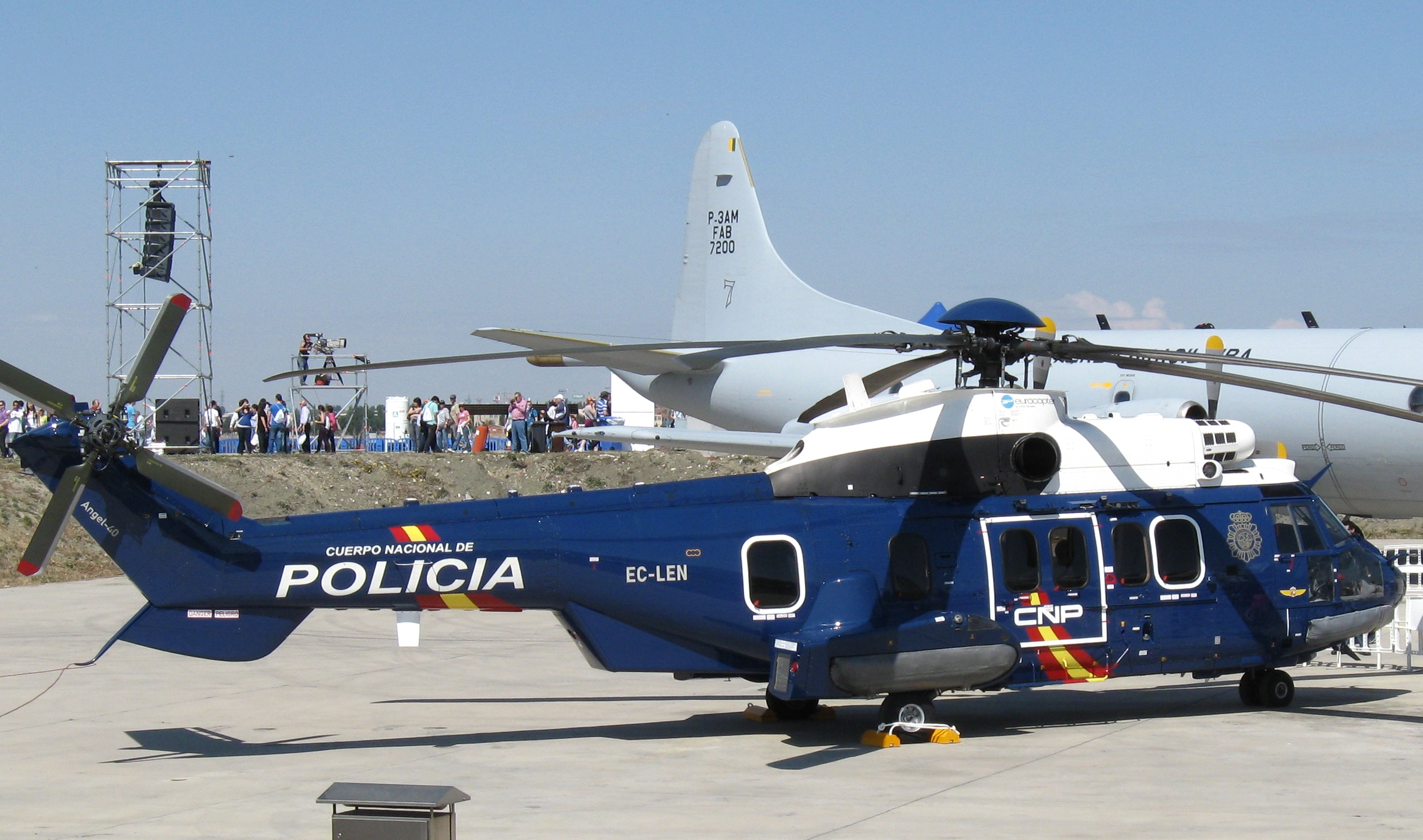
Eurocopter EC 225LP Ángel 40 del Servicio de Medios Aéreos del Cuerpo Nacional de Policía.

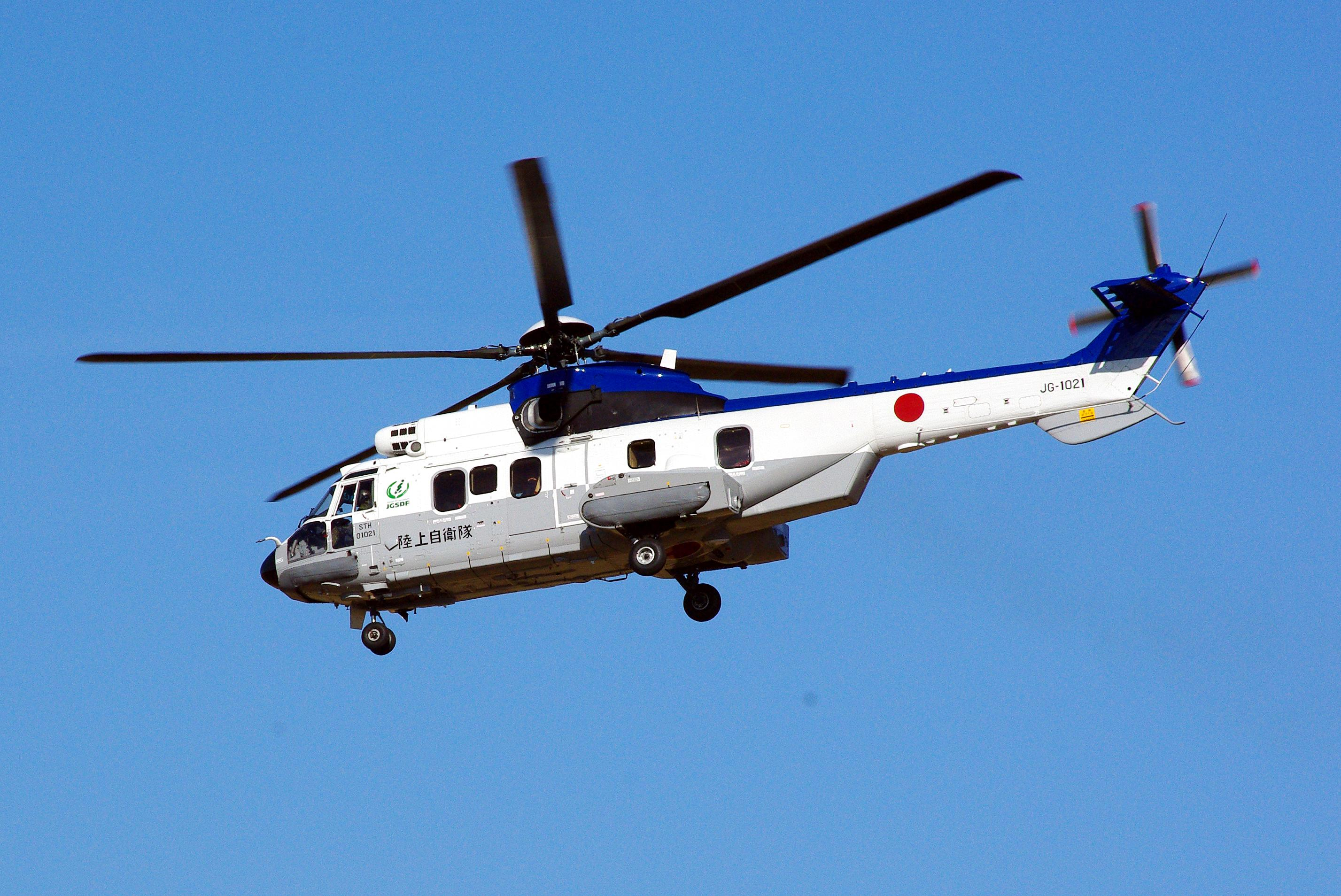
Eurocopter EC 225 de la Fuerza Terrestre de Autodefensa de Japón.

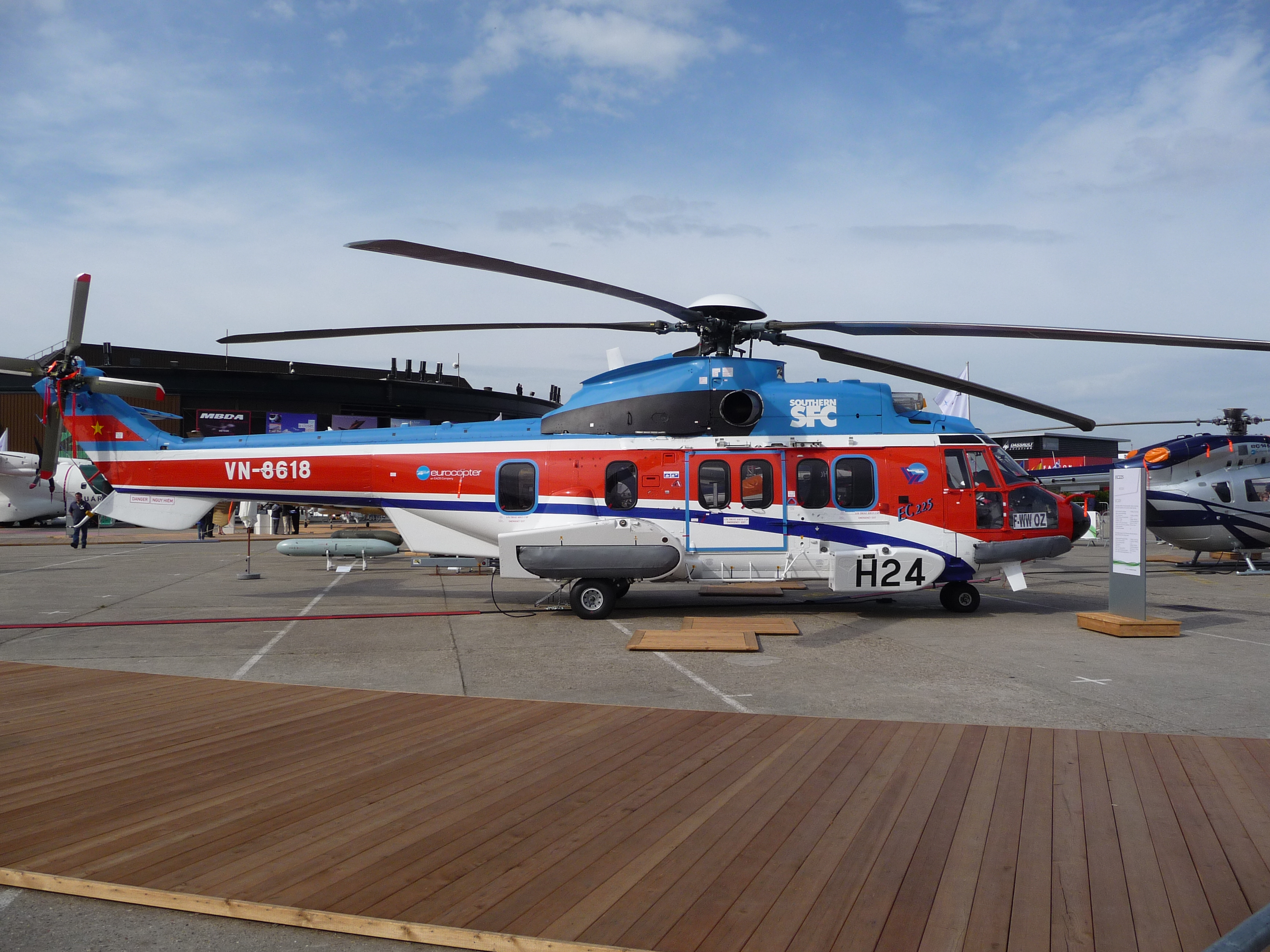
Eurocopter EC225 de la Southern Flight Service Company.

### Usuarios gubernamentales
Argelia
- Gobierno de Argelia: 2 helicópteros para el transporte del Primer Ministro de Argelia.[3]

 Argentina
- Prefectura Naval Argentina: 1 EC 225SAR.
- Ejército Argentino: Posee 3 aeronaves de las cuales solo 1 se encuentra operativa.

 China
- Ministerio de transporte: dispone de 2 EC 225 para tareas de búsqueda y rescate.[4]

 Corea del Sur
- 1 EC225 en el servicio de Rescate.

 España
- Servicio de Medios Aéreos del Cuerpo Nacional de Policía: Operó 1 EC 225 desde septiembre de 2010, vendido a Eurocopter en 2013.[5]
- Sociedad de Salvamento y Seguridad Marítima: confirmó la compra de 1 unidad para búsqueda y rescate el 15 de agosto de 2011, sustituyendo al Sikorsky S-61.[6] Está previsto que entre en servicio en 2014.[7] Actualmente tiene en servicio a 2 EC225 con matrículas EC-MCR y EC-NAA, ambos en la base de La Coruña.

 Francia
- Armada Francesa: compró 2 EC225 como medida provisional para reemplazar a los helicópteros Aérospatiale Super Frelon de la Flotille 32F. Se entregó el primero el 22 de abril de 2010.[8]
- Dirección General de Armamento. En octubre de 2020 hizo un pedido por 3 H225.[9]

 Japón
- Fuerza Terrestre de Autodefensa de Japón: opera un EC 225 en configuración VIP para el Emperador de Japón.[10]
- Guardacostas de Japón: opera dos EC 225 para tareas de transporte y de búsqueda y salvamento.[11] En agosto de 2011, realizó un pedido por 3 unidades adicionales.[12]
- Agencia Nacional de Policía de Japón 1 unidad pedida en junio de 2020.[13]

 México
- Fuerza Aérea Mexicana: Opera dos EC 225 en configuración VIP para uso del Presidente de los Estados Unidos Mexicanos, con numeración TPH-01 Y TPH-02 designados al Estado Mayor Presidencial.

 República de China
- Fuerza Aérea de la República de China: confirmó la compra de 3 unidades para búsqueda y rescate el 5 de febrero de 2010, estando prevista la primera entrega en 2011.[14]

 Vietnam
- Armada de Vietnam: compró 2 EC225 para búsqueda y rescate, recibiendo la primera unidad en diciembre de 2011.[15]

 Ecuador
- Fuerzas Armadas del Ecuador: adquirió 2 unidades en 2025, afirmando que serían utilizados para lidiar con el Conflicto armado interno de Ecuador.[16]

### Usuarios civiles
Colombia
- Uso incorrecto de la plantilla enlace roto (enlace roto disponible en Internet Archive; véase el historial, la primera versión y la última). SAS: Realizó un pedido por 2 aparatos en 2017 para dar servicio a las plataformas de la industria gasística y petrolera situadas en el Mar Caribe Colombiano.

 Canadá
- CHC Helicopter Corporation: realizó un pedido por 22 aparatos en 2007, para dar servicio a las plataformas de la industria gasística y petrolera situadas en el Mar del Norte.[17] En septiembre de 2011 realizó un nuevo perdido por 20 unidades adicionales.[18]

 Groenlandia
- Air Greenland: Realizó un pedido por 2 aparatos, para sustituir a sus Sikorsky S-61[19]

 Reino Unido
- Bristow Helicopters: opera 8 aeronaves en el Mar del Norte en apoyo a plataformas petrolíferas. La filial australiana, también opera 3 aparatos.[20]

 Vietnam
- Southern Service Flight Company: compró tres aeronaves para servicios de rescate y transporte VIP.[21]

## Accidentes e incidentes

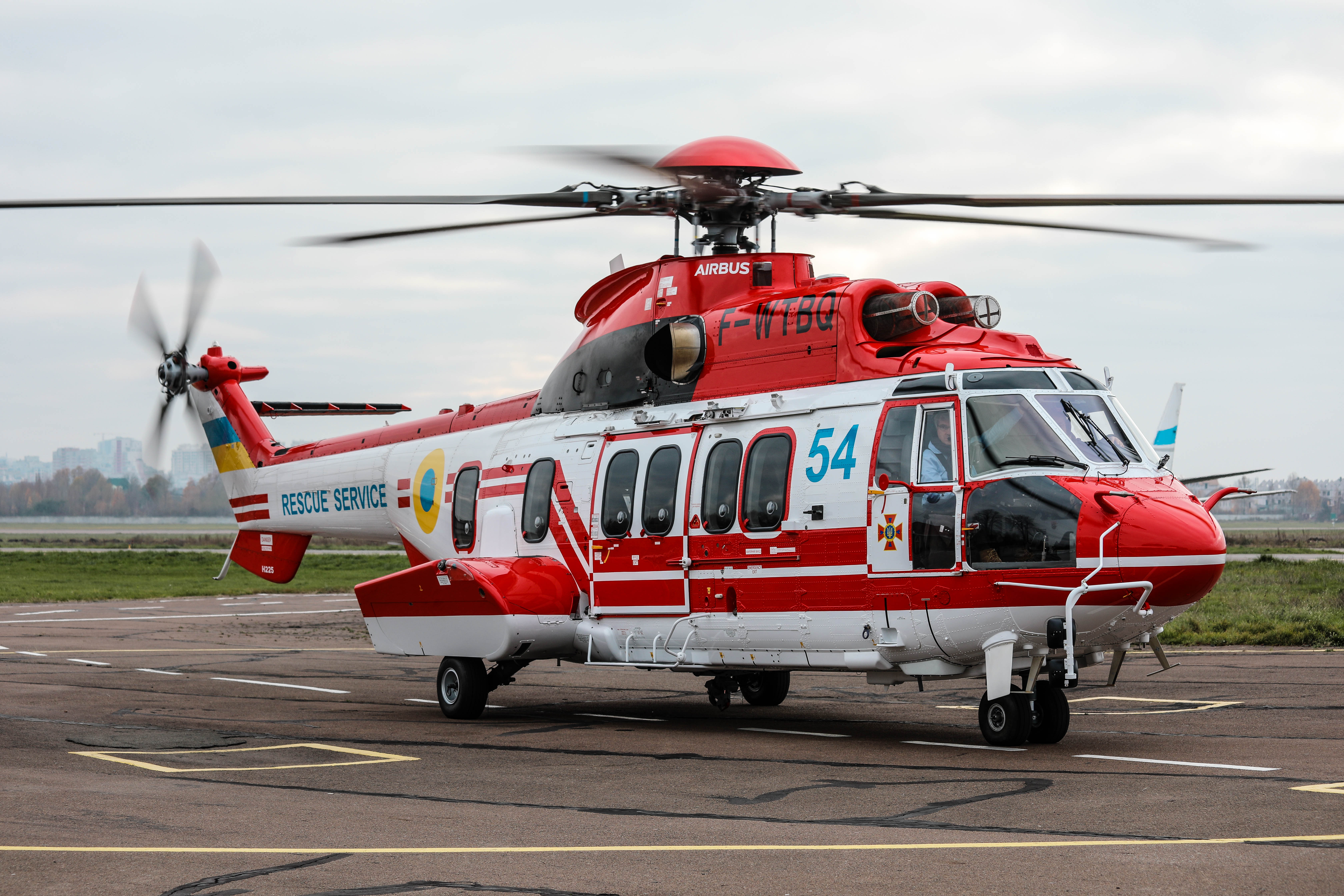
El helicóptero que se estrelló en Brovary (Ucrania) el 18 de enero de 2023 en noviembre de 2020

- 18 de febrero de 2009. Un EC225LP de Bond Offshore Helicopters, matriculado G-REDU, impactó contra el agua, a 120 millas al norte de Aberdeen, y a 500 metros de su destino, una plataforma petrolífera.[22] Las 18 personas que iban a bordo lograron ser rescatadas.[23]

- 10 de mayo de 2012. Un EC225LP de Bond Offshore Helicopters, matriculado G-REDW, amerizó en el Mar del Norte, después de un fallo en la presión del aceite.[24] Los 2 tripulantes y 12 pasajeros a bordo lograron ser rescatadas.[25]

- 22 de octubre de 2012. Un EC225LP de CHC Helicopter, matriculado G-CHCN, amerizó en el Mar del Norte a 59 kilómetros de las islas Shetland, tras reproducirse el mismo fallo en el que se vio involucrado el EC225 accidentado en mayo del mismo año.[26]

- 29 de abril de 2016. Un EC225LP de CHC Helicopter, matriculado LN-OJF, se estrelló a 36 km de la ciudad de Bergen (Noruega) mientras transportaba trabajadores de una plataforma petrolífera debido a que el rotor principal se desprendiera del aparato. Los 13 tripulantes a bordo murieron en el accidente.

- 18 de enero de 2023. Un EC225 en el que viajaban el ministro del Interior de Ucrania, Denys Monastyrsky, su adjunto Yevhen Yenin y el secretario de Estado Yurii Lubkovych, se estrelló en una guardería en Brovary, un suburbio de Kiev, Ucrania. En el accidente murieron 14 personas, entre ellas Monastyrsky, Yenin y Lubkovych; un niño también se encontraba entre las víctimas mortales, mientras que otras 25 personas resultaron heridas.

## Especificaciones (EC 225LP)
Referencia datos: Eurocopter.com

### Características generales
- Tripulación: 1 o 2 pilotos
- Capacidad: 24 pasajeros
- Longitud: 19.50m
- Diámetro rotor principal: 16,20 m
- Envergadura: 16,79 m
- Altura: 4,97 m
- Área circular: 206,1 m²
- Peso vacío: 5.271 kg
- Peso cargado: 11.000 kg
- Peso útil: 5.744 kg
- Peso máximo al despegue: 11.200 kg
- Planta motriz: 2× motores turboeje Turbomeca Makila 2A.
  - Potencia: 1.798 kW 2.411 HP cada uno.

### Rendimiento
- Velocidad nunca excedida (Vne): 324 km/h
- Velocidad máxima operativa (Vno): 224 km/h
- Velocidad crucero (Vc): 276 km/h
- Alcance en ferry: 857 km
- Techo de vuelo: 6.096 m (20.000 ft)
- Régimen de ascenso: 8,7 m/s (1.707 ft/min)

### Desarrollos relacionados
- Aérospatiale SA 330 Puma
- Eurocopter AS332 Super Puma
- Eurocopter AS 532 Cougar
- Eurocopter EC725 Super Cougar

### Aeronaves similares
- AgustaWestland EH101
- Avicopter AC313
- Mil Mi-38
- NHI NH90
- Sikorsky S-92

### Secuencias de designación
- Helicópteros civiles del Grupo Eurocopter: EC120 · EC130 · EC135 · EC145 · EC155 · EC175 · EC225 · AS332 · AS350 · AS355 · AS365